# The Wife Aquatic
«The Wife Aquatic» (с англ. — «Водная жена») — десятая серия 18 сезона мультсериала «Симпсоны». Впервые вышла 7 января 2007 в США на телеканале «Fox».

## Сюжет
После просмотра старых домашних видео Пэтти и Сельмы Бувье о поездке на остров Барнакл Бэй, у Мардж охватывает ностальгия и начинается депрессия. Мардж не может перестать смотреть это видео. Гомер, увидев состояние Мардж, решает сделать ей сюрприз: отвести её и всю семью на этот остров.
Симпсоны отправляются на остров, но он оказывается не таким, каким помнила его Мардж. Остров стал пристанищем для рыболовов и браконьеров. Гомер видит, что Мардж расстроена, и решает починить карусель, на которой его жена каталась в детстве. Ему удаётся это сделать, но, в результате финального фейерверка, сгорает деревянный причал.
Для того, чтобы выплатить свой долг, Гомер вступает в команду рыболовов и выходит в открытое море. В море Гомер и его друзья по команде вылавливают большое количество рыбы. Однако, разыгрывается сильный шторм. Когда команда кидается за спасательным плотом, они обнаруживают Барта, который тайком пролез на корабль и выкинул плот. Корабль разрывает в щепки…
На суше все считают команду погибшей. Однако на похоронах они внезапно благополучно возвращаются. По рассказу Барта, их выловило японское судно и доставило к берегу.
Лиза отговаривает рыбаков заниматься рыболовством, потому что убивать рыбу — зло, но вместо этого они начинают заниматься рубкой лесов.

## Отношение критиков и публики
Во время премьеры эпизод просмотрели 13,9 млн человек, что сделало его самым просматриваемым эпизодом 18 сезона.
Дэн Айверсон из «IGN» охарактеризовал серию как «лучшее [за последние сезоны], что можно было собрать вместе» и отнюдь не плохой эпизод.
Это был не лучший эпизод в сезоне, но с конкретной сюжетной линией и некоторым приличным юмором, которым нас угостили. Он показал износ сериала и выявил факт, который многие долгое время отрицали: «Симпсоны» безвозвратно прошли свой расцвет…
История была менее случайной, чем в других недавних эпизодах, с уникальной сюжетной линией, на развитие которой даётся достаточно времени…
У серии были свои проблемы, но в целом она казалась более сформированной и забавной, чем многие серии, которые мы смотрели за последние несколько лет. И хотя я теряю надежду на возможность улучшить качество продукта, мы все можем сохранять оптимизм, желая, чтобы «Симпсоны» были такими же увлекательными, как эпизод этой недели.

## См. Также
- The Tan Aquatic with Steve Zissou-Эпизод мультсериала Гриффины (2007)